# كعكة غوي باتر
كعكة غوي باتر (بالإنجليزية: Gooey butter cake)‏ ومعناها "كعكة الزبدة اللزجة"، هي من الكعكات التقليدية بالوسط الغربي للولايات المتحدة. تصنع من طحين القمح، الزبدة ، السكر، البيض و مدقوق السكر. يقال بأنها ظهرت لأول مرة في الثلاثينيات.